# Enid Campbell
Enid Mona Campbell (* 30. Oktober 1932 in Launceston; † 20. Januar 2010 in Melbourne) war eine australische Rechtswissenschaftlerin. Sie war die erste Rechtsprofessorin Australiens und die erste Dekanin einer australischen Law School.

## Leben und Wirken
Campbell studierte zunächst am Launceston Methodist Ladies’ College, bevor sie sich an der University of Tasmania für Wirtschaftswissenschaften und Rechtswissenschaften einschrieb. Dort schloss sie 1955 ihr juristisches Studium als beste ihres Jahrgangs ab. Sie setzte ihre Studien anschließend mit einem Stipendium an der Duke University fort, wo sie 1959 mit einer Arbeit über John Austin und sein Werk zur Dr. iur. promoviert wurde. Anschließend kehrte sie nach Australien zurück, um Recht und Politikwissenschaften an der University of Tasmania zu unterrichten. 1960 wechselte sie als Dozentin an die Universität Sydney. 1967 wurde ihr von der Monash University der Sir Isaac Isaacs-Lehrstuhl übertragen, den sie bis zu ihrer Pensionierung 1997 innehatte. Damit wurde sie zur ersten Frau, die in Australien einen ordentlichen Lehrstuhl innehatte. 1971 wurde sie zudem zur ersten Dekanin einer australischen rechtswissenschaftlichen Fakultät. Im selben Jahr wurde sie als Fellow in die Academy of the Social Sciences in Australia aufgenommen. 1979 wurde ihr der Order of the British Empire. Zum 100. Jahrestag der Gründung der University of Tasmania wurde Campbell von dieser Universität 1990 die Ehrendoktorwürde verliehen. Später erhielt sie auch von den Universitäten Sydney und Monash die Ehrendoktorwürde. 2005 wurde sie als Companion auch in den Order of Australia aufgenommen.
Campbell galt als eine der führenden Expertinnen für das australische Verfassungs- und Verwaltungsrecht. Hierbei befasste sie sich vor allem mit den verschiedensten Formen der bürgerlichen Freiheiten. Ihr 1966 erschienenes Werk Parliamentary Privilege in Australia gilt noch heute als Standardwerk. Sie ist Verfasserin und Co-Autorin einiger Monographien sowie über 100 Fachartikeln in australischen und internationalen Fachzeitschriften. Auch noch nach ihrer Emeritierung 1997 publizierte sie weiter und galt als wichtige Stimme in der australischen Rechtswissenschaft.